# Piotr Ciepły
Piotr Ciepły (ur. 26 sierpnia 1983 w Sanoku) – polski hokeista.

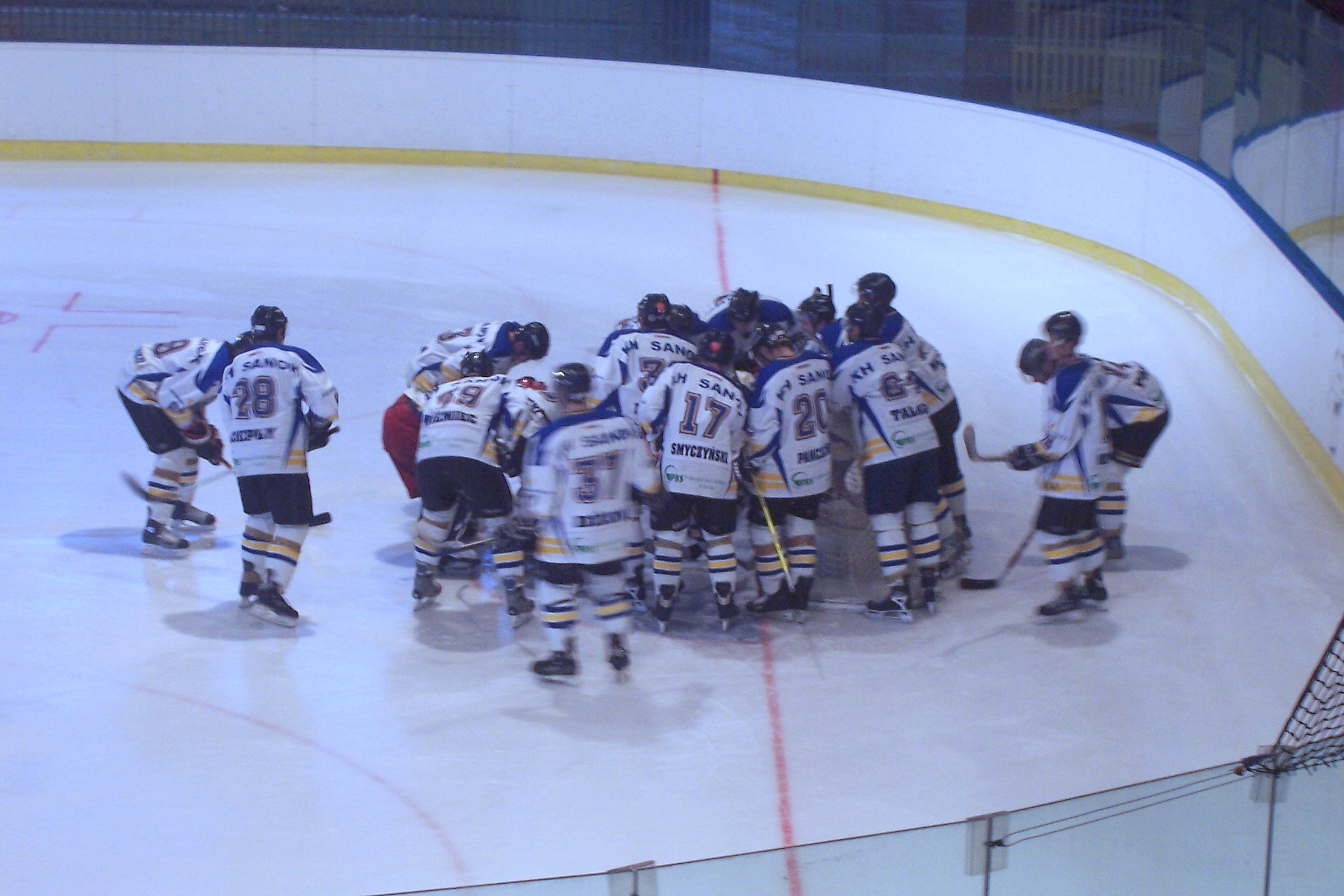
Piotr Ciepły (drugi z lewej z numerem 28) w barwach KH Sanok przed ostatnim w historii meczem na lodowisku Torsan w Sanoku (21 marca 2006)

## Kariera
- SKH → KH Sanok (2000-2007)
- Hokejomania Sanok (2013/2014)

Wychowanek i zawodnik sanockiego klubu. Po raz ostatni występował sezonie 2006/2007, po czym zakończył karierę zawodniczą.
Po zakończeniu profesjonalnej kariery podjął występy w sanockich zespołach Polak Team, Oldboys Sanok oraz Hokejomania Sanok w II lidze.